# Verwaltungsgemeinschaft Wasungen
Die Verwaltungsgemeinschaft Wasungen lag im thüringischen Landkreis Schmalkalden-Meiningen. In ihr hatten sich die Stadt Wasungen und zwei Gemeinden zur Erledigung ihrer Verwaltungsgeschäfte zusammengeschlossen. Verwaltungssitz war in Wasungen.

## Die Gemeinden
- Friedelshausen
- Mehmels
- Wasungen, Stadt

## Geschichte
Die Verwaltungsgemeinschaft wurde am 1. Juni 1991 gegründet. Die Auflösung erfolgte am 29. Juni 1995 durch den Zusammenschluss der Mitgliedsgemeinden mit den Mitgliedsgemeinden der Verwaltungsgemeinschaften Walldorf und Amt Sand zur Verwaltungsgemeinschaft Wasungen-Amt Sand mit Sitz in Wasungen.